# Ewert and The Two Dragons
Ewert and The Two Dragons es una banda estonia de indie rock. Su formación la componen el vocalista Ewert Sundja, el guitarrista Erki Pärnoja, el batería Kristjan Kallas y el bajista Ivo Etti. Su álbum debut, titulado The Hills Behind The Hills, fue publicado en el año 2009. A ese primer trabajo le siguió dos años más tarde Good Man Down, que fue grabado a principios de 2011 y fue lanzado en el mes de abril de ese año con I Love You Records. Ewert and The Two Dragons ha ganado reconocimiento en los países bálticos y en otros países del resto de Europa.

## Discografía
- The Hills Behind the Hills (2009)
- Good Man Down (2011)
- Circles (2015)

## Componentes
- Ewert Sundja: voz, teclados
- Erki Pärnoja: guitarra, coros
- Ivo Etti: bajo, guitarra acústica, coros
- Kristjan Kallas: batería, percusión

## Premios y nominaciones

### Premios de la Música de Estonia
| 2011 | Good Man Down   | Álbum del año       | Ganador |
| 2011 | Good Man Down   | Mejor álbum de rock | Ganador |
| 2011 | «Good Man Down» | Canción del año     | Ganador |

### Radio 2 Hit of The Year
| 2011 | "Good Man Down" | Éxito del año | Ganador |